# Donald Swaelens
Donald Swaelens (mort le 25 avril 1975) était un golfeur professionnel belge.

## Biographie
Comme son père Jules, Swaelens enseignait le golf au club de Royal Latem Golf Club et joua en 1972, 1973 et 1974 une trentaine de tournois sur le tour européen récemment créé.  Il participa également à plusieurs Bristish Open où il obtint son meilleur résultat en 1974 au Royal Lytham & St Annes Golf Club avec une septième place.
En 1973 il termina avec  Dale Hayes deuxième du Championnat PGA britannique (devenu le BMW PGA Championship) organisé à Wentworth à trois coups de Peter Oosterhuis et en 1974 il se classa troisième de l’Open des Pays-Bas au Koninklijke Haagsche Golf & Country Club, son meilleur résultat sur le tour européen.
Swaelens décéda en 1975 à l’âge de 39 ans d’un cancer qui l'empêcha de participer au Masters auquel il avait été invité,.

## Victoires
- Omnium de Belgique : 1967, 1969, 1970, 1971, 1972, 1973
- Open d'Allemagne de golf : 1967

## Mémorial
Le Mémorial Donald Swaelens (appelé par la suite le Challenge Donald Swaelens), un tournoi amateur, célèbre chaque année sa mémoire.
Ce trophée fut notamment remporté par :
- 1976 : Severiano Ballesteros
- 1993 : Lara Tadiotto
- 1995 : Arnaud Langenaeken
- 1998 : Nicolas Colsaerts (alors âgé de quinze ans[4])